# نشانه‌های زندگی (فیلم ۱۹۸۹)
نشانه‌های زندگی (به انگلیسی: Signs of Life) فیلمی محصول سال ۱۹۸۹ و به کارگردانی جان دیوید کولز است. در این فیلم بازیگرانی همچون بو بریجز، وینسنت دن آفریو، آرتور کندی، کوین جی اکونر، ویل پاتون، کیت رید، جورجیا انگل، کتی بیتس و مری-لوئیز پارکر ایفای نقش کرده‌اند.